# Yenidze
Yenidze es el nombre de un edificio de la ciudad alemana de Dresde que anteriormente alojó una fábrica de tabaco. Se construyó entre los años 1908 y 1909 y en la actualidad alberga oficinas y un restaurante. Es conocido por su aspecto externo, similar al de una mezquita.
El nombre "Yenidze" proviene de la zona de cultivo de tabaco de Yenidze, en la parte griega de Macedonia hoy conocida como Giannitsa. "Yenidze" era asimismo el nombre de la compañía de importación de tabaco que construyó la fábrica; por aquel entonces, la empresa estaba bajo dirección turca. Esta pretendía incluir en el diseño del edificio elementos ornamentales propios de la zona de Oriente Próximo. El importador de la compañía, Hugo Zietz, quería también que la fábrica se ubicase cerca de la línea de ferrocarril cercana al centro de Dresde.

### Diseño
El arquitecto Martin Hammitzsch diseñó el edificio siguiendo indicaciones de Zietz. La forma de las chimeneas se asemeja a la de minaretes. Durante algún tiempo se la llamó popularmente la “mezquita del tabaco”.
El Yenidze se restauró en 1996. En lo alto del edificio hay en la actualidad un restaurante desde el cual se pueden obtener hermosas vistas de la ciudad. Además, el área justo debajo de la cúpula se utiliza todas las semanas para contar cuentos. 